# Elbrus
Elbrus (russisk: Эльбрус, tr. Elbrus; ossetisk: Halbruz; karatsjajbalkarsk: Минги тау, tr. Mingi tau; georgisk: იალბუზი, tr. Ialbuzi) er en udslukt stratovulkan i den nordvestlige del af Kaukasus. Elbrus ligger på grænsen mellem de russiske republikker Kabardino-Balkarien og Karatjajevo-Tjerkessien og tæt på grænsen til Georgien. Elbrus har to toppe på henholdsvis 5.642 moh. og 5.621 moh., hvilket gør Elbrus til det højeste bjerg i Kaukasus. Elbrus' permanente iskappe indeholder 22 gletsjere.
Det er forskelligt, hvor man trækker grænsen mellem Europa og Asien. Hvis man medregner den vestkaukasiske bjergkæde til Europa, er Elbrus Europas højeste bjerg. Men ofte regnes Manytj-lavningen umiddelbart nord for foden af bjergkæden for grænsen, og i så fald er Mont Blanc i Alperne Europas højeste bjerg.